# 知手駅
知手駅（しってえき）は、茨城県神栖市東和田にあった鹿島臨海鉄道鹿島臨港線の貨物駅である。

## 歴史
- 1970年（昭和45年）7月21日：開業。旭電化工業専用線を新設[1]。
- 1971年（昭和46年）7月20日：クラレ専用線を新設[1]。
- 1975年（昭和50年）1月：旭硝子専用線を新設[1]。
- 2010年（平成22年）1月から2月頃：側線を撤去。
- 2018年（平成30年）3月17日：廃止[2]。

## 駅概要
地上駅で、臨時の車扱貨物の取扱駅であり、神栖駅と奥野谷浜駅を結ぶ貨物列車が運転停車を行った。
かつては、駅周辺に工場がある旭硝子（現・AGC）や鹿島ケミカル、旭電化工業（現・ADEKA）、クラレ、鐘淵化学工業（現・カネカ）の専用線がそれぞれ駅から分岐していたが、これらはすべて廃止されている。このうち旭硝子専用線が最後まで使用され、液化塩素の発送があった。
かつての旅客営業運行では、鹿島港南駅が閉塞の境となっていなかったことから、車庫のある神栖駅からここまで旅客車両を出庫回送した上で折り返していた。

## 駅周辺
- ADEKA鹿島食品工場／鹿島化学品工場（東地区）
- 関東珪曹硝子鹿島工場
- 鹿島ケミカル
- 鹿島南共同発電所
- カネカ鹿島工場
- AGC鹿島工場

## 隣の駅
鹿島臨海鉄道
鹿島臨港線
神栖駅 - 知手駅 - 奥野谷浜駅